# Gyoides tibiouncinatus
Gyoides tibiouncinatus is een hooiwagen uit de familie Sclerosomatidae.